# Liliana Ortega

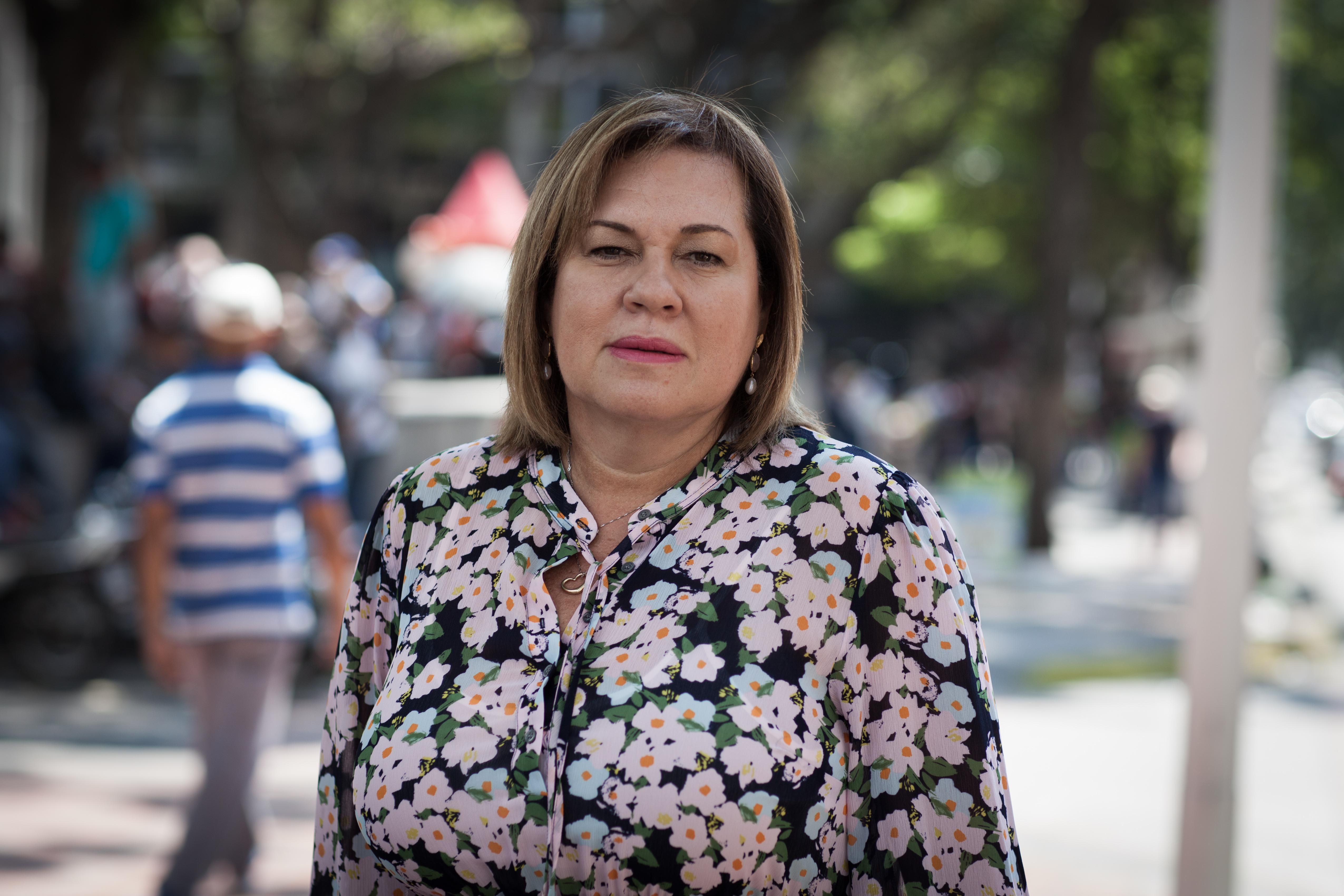
Liliana Ortega en 2019

Liliana Consuelo Ortega Mendoza (Caracas, Venezuela, 25 de octubre de 1965) es una abogada y defensora de derechos humanos venezolana.

## Carrera
Fundadora y directora ejecutiva del Comité de Familiares de Víctimas del Caracazo (COFAVIC), una organización no gubernamental que trabaja para la protección y promoción de los derechos humanos desde 1989, en forma independiente de toda doctrina o institución partidista y religiosa, con personalidad jurídica como una asociación civil sin fines de lucro. Es profesora de Derechos Humanos desde hace más de dos décadas en la Universidad Católica Andrés Bello y abogada litigante ante la Corte Interamericana de Derechos Humanos por casos de violaciones de derechos humanos cometidas en Venezuela. Su trabajo como defensora de derechos humanos le ha valido varios reconocimientos.

## Premios
- 2010. Recibió la Orden Nacional del Mérito en grado de Oficial, otorgada por el Gobierno de la República Francesa.[3]
- 2017. Premio franco-alemán de Derechos Humanos y el Estado de Derecho.[4]

## Reconocimientos
- 1999. Nombrada como una de los cincuenta Líderes para el Nuevo Milenio en América Latina por la Revista Times[5][6]
- 1999. Reconocimiento por su trabajo innovador en derechos humanos en Venezuela por la organización norteamericana ASHOKA.

## Nominaciones
- Premio Reebok Human Rights Award 1994